# Ensemble (ゲームブランド)
ensemble（アンサンブル）は、株式会社ウィルプラスのアダルトゲームブランドである。 姉妹ブランドにensemble SWEET（アンサンブル・スイート）・chorus（コーラス） がある。

## 経緯
2008年の初め頃、株式会社ウィル（ウィルプラスの前身）にじんべいが「双子の入れ替わり」の企画を持ち込み、「萌え」を扱う新ブランドからその作品が発表される運びとなった。これがensembleの始まりであり、処女作は『花と乙女に祝福を』である。
ブランドの名付け親は籐太である（ウィルはじんべいと籐太に一任していた）。アダルトゲームのブランド名は音楽用語から取るケースが多かったところ、「あ」で始まる音楽用語から"ensemble"を選んだという。
2014年4月、姉妹ブランドであるensemble SWEETの設立が発表された。ensembleの持ち味である「お嬢様の上品さ」に、隠れた一面の「ヘンタイ的嗜好」を加えた、「お嬢様ｘヘンタイ」がブランドコンセプトとなっている。
なお2010年にも同じく姉妹ブランドのchorusが設立されているが、その後活動を停止している。
2024年6月28日に全年齢向けブランド「ensemble#（シャープ）」を設立。

## 作風
2013年、ensembleはアダルトゲーム月刊誌『PUSH!!』のインタビュー（『Golden Marriage』特集記事）の中で「ensembleが求められているもの」「ensemble的とは」という問いに対し次のように答えている。
この見解にも示されているとおり、ensembleの作品は以下の2つに大別される。
- 乙女シリーズ - タイトルに「乙女」を含む、『花と乙女に祝福を』に始まる女装学園潜入ものの連作
- お嬢様シリーズ - 乙女シリーズ以外の作品

舞台となる学園は毎回、良家の子女が通う名門校（乙女シリーズであればお嬢様学園）であり、したがってヒロインはお嬢様であることが多い。また、ほぼ全ての作品で同一の世界を共有している点が特徴として挙げられる（詳細は「乙女シリーズ」を参照）。
ただし、ブランド30作目の『旭光のマリアージュ』は「乙女シリーズや女装ものではない」と銘打たれている。

## 作品一覧
CD、セット商品、グッズなどは省略する。

### ensemble
| #  | 発売日         | タイトル                                                    | キャラクターデザイン                                   | シナリオ                                     |
| -- | -------------- | ----------------------------------------------------------- | ------------------------------------------------------ | -------------------------------------------- |
| 1  | 2009年5月29日  | 花と乙女に祝福を                                            | 武藤此史                                               | じんべい、籐太                               |
| 2  | 2010年1月29日  | 花と乙女に祝福を ロイヤルブーケ                             | 武藤此史                                               | じんべい、ANTENNA                            |
| 3  | 2011年1月28日  | 黙って私のムコになれ!                                       | 武藤此史、あんころもち                                 | 歌鳥                                         |
| 4  | 2012年3月30日  | 乙女が紡ぐ恋のキャンバス                                    | きみしま青                                             | 一鷹                                         |
| 5  | 2012年11月22日 | 乙女が紡ぐ恋のキャンバス 〜二人のギャラリー〜               | きみしま青                                             | 北川晴（統括）、司弓伴崇、城三角、来夢みんと |
| 6  | 2013年5月24日  | お嬢様はご機嫌ナナメ                                        | 武藤此史                                               | 籐太、保住圭                                 |
| 7  | 2013年11月29日 | 桜舞う乙女のロンド                                          | きみしま青、ねまき、蟹屋しく                           | 歌鳥、ハイボリューム、水瀬拓未               |
| -  | 2014年3月28日  | 桜舞う乙女のロンド 〜あなたと見る冬桜〜                     | きみしま青、ねまき                                     | 温泉大祐                                     |
| 8  | 2014年5月30日  | Golden Marriage                                             | 早川ハルイ                                             | たにかわたかみ、assault、おくとぱす、北川晴  |
| 9  | 2014年11月28日 | 乙女が奏でる恋のアリア                                      | kyou、蜜キング、天之有、zinno、きみしま青              | 水瀬拓未、甲二、有巻洋太、木村ころや         |
| 10 | 2015年3月27日  | Golden Marriage -Jewel Days-                                | 早川ハルイ                                             | たにかわたかみ、assault、おくとぱす、北川晴  |
| 11 | 2015年6月26日  | 乙女が奏でる恋のアリア 君に捧げるアンコール                 | きみしま青、kyou、蜜キング、天之有、zinno              | 水瀬拓未、甲二                               |
| 12 | 2015年11月27日 | 恋する気持ちのかさねかた                                    | きみしま青                                             | 種村いのり、籐太、無義歩、西田タケヲ         |
| 13 | 2016年3月25日  | 乙女が彩る恋のエッセンス                                    | 庄名泉石、浅海朝美、武藤此史、zinno                    | 甲二、水瀬拓未                               |
| 14 | 2016年6月24日  | 恋する気持ちのかさねかた 〜かさねた想いをずっと〜           | きみしま青                                             | 無義歩、西田タケヲ                           |
| 15 | 2016年11月25日 | 乙女が彩る恋のエッセンス 〜笑顔で織りなす未来〜             | 庄名泉石、浅海朝美、武藤此史、zinno                    | 甲二、水瀬拓未                               |
| 16 | 2017年3月24日  | 想いを捧げる乙女のメロディー                                | Hiten、kakao、師走ほりお、みこ                         | 無義歩                                       |
| 17 | 2017年6月23日  | お嬢様は素直になれない                                      | 鳴瀬ひろふみ、町村こもり、八島タカヒロ、の歯、武藤此史 | 水瀬拓未、甲二                               |
| 18 | 2017年11月24日 | 想いを捧げる乙女のメロディー 〜あふれる想いを調べにのせて〜 | Hiten、kakao、師走ほりお、みこ                         | 無義歩、ギハラ、来夢みんと、若葉祥慶         |
| 19 | 2018年3月30日  | お嬢様は素直になれない 〜大好きをキミだけに〜               | 鳴瀬ひろふみ、町村こもり、八島タカヒロ、の歯、武藤此史 | 水瀬拓未、甲二                               |
| 20 | 2018年6月29日  | 恋はそっと咲く花のように                                    | 吟、惠坂、瀬奈茅冬*、辻風太郎                          | 無義歩、来夢みんと、ギハラ、若葉祥慶         |
| 21 | 2018年11月30日 | 乙女が結ぶ月夜の煌めき                                      | 武藤此史、せせなやう、倉澤もこ、佑真、オダワラハコネ   | 甲二、水瀬拓未、八日なのか                   |
| 22 | 2019年3月29日  | 恋はそっと咲く花のように 〜二人は永遠に寄り添っていく〜     | 吟、惠坂、瀬奈茅冬*、辻風太郎                          | ギハラ、来夢みんと、桃ノ雑派                 |
| 23 | 2019年6月28日  | 乙女が結ぶ月夜の煌めき -Fullmoon Days-                      | 武藤此史、せせなやう、倉澤もこ、佑真、オダワラハコネ   | 甲二、水瀬拓未、やなぎいろ                   |
| 24 | 2019年12月20日 | シャイニー・シスターズ〜女装主人公アイドルプロジェクト〜    | 武藤此史、きみしま青、kyou、庄名泉石、Hiten            | 甲二                                         |
| 25 | 2020年5月29日  | Secret Agent〜騎士学園の忍びなるもの〜                      | 武藤此史、オダワラハコネ、綾瀬はづき、淡夢             | ギハラ、中島大河、桃ノ雑派、甲二             |
| 26 | 2021年4月30日  | Secret Agent影華〜shadow flower〜                           | 武藤此史、オダワラハコネ、綾瀬はづき、淡夢             | ギハラ、猫島モネコ、桃ノ雑派、尼子士         |
| 27 | 2021年11月26日 | 星の乙女と六華の姉妹                                        | なのたろ、佑真、武藤此史                               | 猫島モネコ、水瀬拓未、甲二                   |
| 28 | 2022年9月30日  | 華は短し、踊れよ乙女                                        | なのたろ、佑真、湊みなも                               | 浅黄アキ                                     |
| 29 | 2023年7月28日  | 乙女の剣と秘めごとコンチェルト                              | 武藤此史、綾瀬はづき、湊みなも、えいたろー             | 水瀬拓未                                     |
| 30 | 2024年8月30日  | 旭光のマリアージュ                                          | なのたろ、佑真、柊林檎、湊みなも、タハラ白樹           | 浅黄アキ                                     |
| 31 | 2025年7月25日  | 宿りし乙女の誓いと魔法                                      | 武藤此史 ・ 佑真 ・ 柊林檎 ・ 湊みなも                 | 水瀬拓未 、浅黄アキ 、泰良則充               |

### ensemble SWEET
| # | 発売日         | タイトル                                   | キャラクターデザイン                                 | シナリオ                                                 |
| - | -------------- | ------------------------------------------ | ---------------------------------------------------- | -------------------------------------------------------- |
| 1 | 2014年7月25日  | 彼女はエッチで淫らなヘンタイ               | 空維深夜、観音王子、蟹屋しく                         | 有巻洋太、若葉祥慶、電波太郎                             |
| 2 | 2015年7月24日  | エッチでヘンタイ! ヤキモチお嬢様!!         | 了藤誠仁、ごまさとし、つねよし、吉飛雄馬             | 木村ころや、甲二、来夢みんと、西田タケヲ、成吹たく、雪舟 |
| 3 | 2016年8月26日  | 恋するお嬢様はエッチな花嫁                 | つねよし、ねまき、あげきち、TwinBox                  | ギハラ、若葉祥慶、来夢みんと                             |
| 4 | 2017年10月27日 | ウブな処女のエッチなお願い                 | きみづか葵、みこ、さいとうつかさ、蟹屋しく、すみすず | 木村ころや、甲二                                         |
| 5 | 2019年4月26日  | 乙女騎士♥いますぐ私を抱きしめて            | るちえ、八島タカヒロ、はるるゆこ                     | 犬狂い                                                   |
| 6 | 2022年4月28日  | 乙女とふれあう、ひとつ屋根の下             | Go-1                                                 | 水瀬拓未                                                 |
| 7 | 2024年1月26日  | 僕の好きな人の好きな人は、女装した僕でした | ぐらしおん                                           | 泰良則充                                                 |
| 8 | 2025年4月25日  | のーぶる♡バトラー                          | 夏月まりな、モグぽん、師走ほりお                     | 近江谷宥                                                 |

### chorus
| # | 発売日        | タイトル                     | キャラクターデザイン   | シナリオ       |
| - | ------------- | ---------------------------- | ---------------------- | -------------- |
| 1 | 2010年6月25日 | おキツネ様の恋するおまじない | 美弥月いつか、吉飛雄馬 | 雪仁、水城新人 |

### ensemble#
| # | 発売日        | タイトル                       | キャラクターデザイン                         | シナリオ |
| - | ------------- | ------------------------------ | -------------------------------------------- | -------- |
| 1 | 2024年8月30日 | 旭光のマリアージュ episode LIA | なのたろ、佑真、柊林檎、湊みなも、タハラ白樹 | 浅黄アキ |

### 雑誌
- 『PUSH!!』2014年2月号、マックス、2013年12月21日。

### 書籍
- 若林健太、大用尚宏、清瀬大輝、塔下太朗 著、クリエンタ 編『花と乙女に祝福を ビジュアルファンブック』彩文館出版〈CREATIVE SERIES〉、2009年12月1日。ISBN 978-4-7756-0451-9。